# Георг ІІ (герцог Саксен-Майнінгенський)
Георг II (нім. Georg II.), (нар. 2 квітня 1826 — пом. 25 червня 1914) — герцог Саксен-Майнінгену у 1866—1914 роках, син попереднього герцога Саксен-Майнінгену Бернхарда II та принцеси Гессен-Кассельської Марії Фредеріки. Посів престол за життя батька.
Герцогство в часи його правління прямувало ліберальним шляхом розвитку. Активно розвивався культурний сектор. Багато часу Георг присвячував вдосконаленню театру, через що отримав прізвисько Театральний герцог. Вважається першим сучасним театральним режисером.
Генерал-лейтенант прусської армії. Учасник франко-прусської війни та проголошення Німецької імперії в Версалі.

## Біографія

### Молоді роки
Народився 2 квітня 1826 року у Майнінгені. Був первістком в родині правлячого герцога Саксен-Майнінгену Бернхарда II та його дружини Марії Фредеріки Гессен-Кассельської, з'явившись на світ наступного року після їхнього весілля. Пологи були важкими, лікарі побоювалися за життя матері. 1 травня 1826 відбулося хрещення новонародженого, якого нарекли Георгом.
Мешкала родина в замку Елізабетхенбург у Майнінгені. Літньою резиденцією сімейства був замок Альтенштайн у Тюринзькому лісі. Раннім вихованням принца протягом двох років займався видатний педагог того часу Фрідріх Фребель. У 1835—1844 роках його наставником був Моріц Зеєбек, який згодом супроводжував принца до Боннського університету. Незадовго до початку студентського життя у Георга з'явилася молодша сестра Августа.
В Боннському та Лейпцизькому університетах принц від 1844 року вивчав право, економіку та історію. Закінчивши у 1847 році навчання, вступив до лав
прусської армії. Вже наступного року вийшов у відставку у чині капітана. Згодом уникав носіння мундира. Втім, у 1849 році взяв участь у Першій війні за Шлезвіг.
Мав виражені художні здібності, які помітили Зеєбек та придворний художник Вільгельм Лінденшміт. Свою художню освіту Георг завершив під наглядом Пауля Шелхорна, який був і його першим вчителем малювання.
У віці 24 років узяв шлюб із 18-річною прусською принцесою Шарлоттою. Наречена доводилася племінницею правлячому королю Фрідріху Вільгельму IV. Союз уклали через взаємне кохання. З точки зору політики, він також був вигідним. Весілля відбулося 18 травня 1850 у палаці Шарлоттенбург у Берліні. Як весільний подарунок, молодятам було відведено північне крило Мармурового палацу в Потсдамі. Матір Шарлотти презентувала доньці віллу на озері Комо, яку назвала її ім'ям. Георг, невдовзі, зайнявся оздобленням приміщення вілли. Зацікавившись ботанікою, він також сприяв розширенню саду та збагаченню його колекції видів.

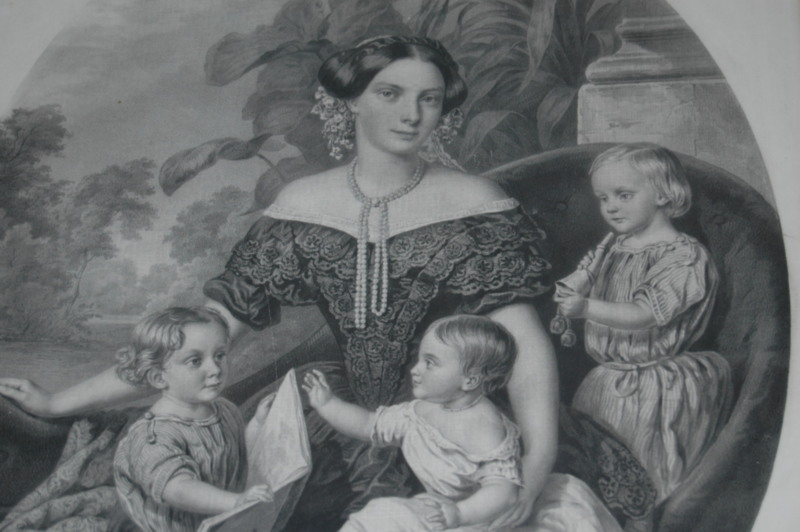
Принцеса Шарлотта з дітьми

Шлюб виявився щасливим, пара мала багато спільних інтересів. Обоє були пристрасно закохані у театральне мистецтво, і навіть брали разом участь у придворних аматорських спектаклях. Мешкали молодята переважно у Берліні та Потсдамі, повертаючись до Майнінгену для народження дітей. Всього у подружжя їх було четверо, двоє з яких досягли дорослого віку троє.
Середній син Георг Альбрехт помер взимку 1955, коли матір була вагітна четвертою дитиною. Син народився 29 березня, однак, наступного дня і він, і Шарлотта пішли з життя. Кронпринц дуже сумував за коханою дружиною і до кінця життя не змирився з її втратою.

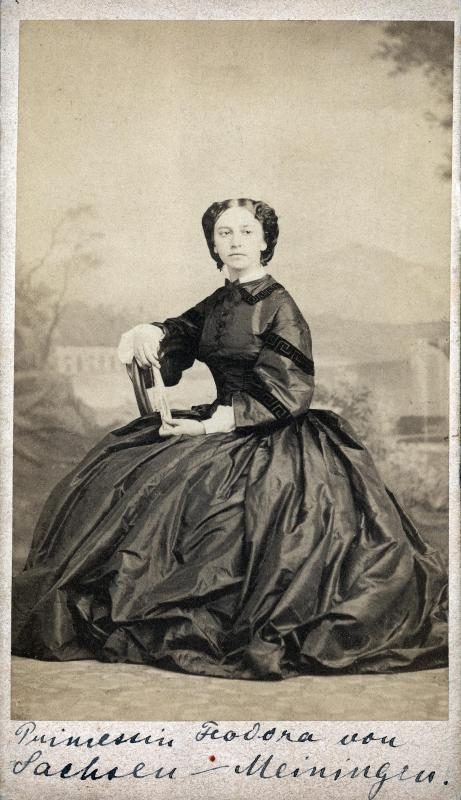
Феодора близько 1865

За кілька років по дорозі в Італію він зустрівся з Феодорою Гогенлое-Лангенбурзькою і заручився з нею. Вінчання із 19-річною принцесою відбулося 23 жовтня 1858 у Лангенбурзі. У подружжя народилося троє синів. Їхнє життя не стало такім же гармонійним, як у попередньому союзі Георга. Незважаючи на всі старання молодої дружини догодити інтелектуальним смакам чоловіка, він швидко зрозумів, що Феодора поступається здібностями померлій дружині.
У 1859—1861 роках для Георга був перебудований в швейцарському стилі замок Зіннерсхаузен поблизу Майнінгена.
Під час Австро-прусської війни 1866 року Георг, на відміну від батька, підтримав Пруссію, за що отримав чин генерал-лейтенанта. У вересні того ж року прусські війська увійшли до Майнінгену. Завдяки заступництву Бісмарка, незалежність держави вдалося вберегти, однак Бернхард II був змушений зректися трону на користь сина. Таким чином 12 вересня 1866 року Георг став правлячим герцогом Саксен-Майнінгена. Пропозицію батька допомагати йому у державних справах він відхилив. Бернхард надалі вів життя приватної особи.

### Правління

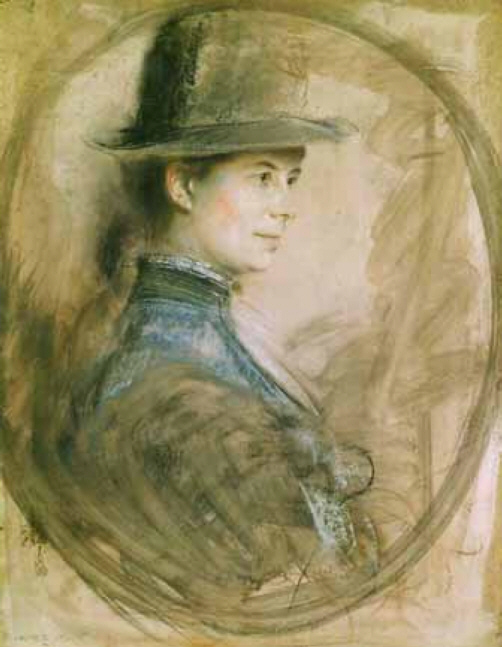
Еллен Франц біля 1880 року

У державних справах Георг керувався ідеями розширення самоврядування та підвищення освітнього рівня народу. Відділив школу від церкви. Була проведена виборча реформа. Його адміністрація відзначалася бережливістю та економністю. Країна знову повернулася на ліберальний шлях розвитку. У зовнішній політиці підтримував Бісмарка в його прагненнях створення об'єднаної Німеччини.
У 1870—71 роках разом із сином Бернхардом брав участь у Франко-прусській війні та проголошенні Німецької імперії в Версалі. Від герцогства виставив два полки вояків. Бився практично у всіх битвах тієї війни, у тому числі битві при Верті. Був членом ставки Вільгельма I та його близьким другом. Товаришував з імператором до самої його смерті у 1888 році.
У лютому 1872 року від скарлатини померла ще молодою його друга дружина. Вже за рік він узяв морганатичний шлюб зі своєю давньою коханкою Еллен Франц, яка була акторкою місцевого театру. Перед весіллям герцог дарував їй титул баронеси фон Хельдбург. Дітей у них не було, однак цей шлюб дуже обурив імператора, якому перша дружина Георга доводилася родичкою. В майбутньому це сприяло розриву відносин між монархами. Проти цього союзу виступив і батько Георга, міністри та офіційні особи, багато з яких подали у відставку. На додачу армія також відмовилася вітати молодят. Втім, більшість народу підтримала герцога. Від 1877 року пара мешкала у фортеці Весте Хельдбург.
Після 1879 року Георг спостерігав поворот політики імперії у бік консерварватизму. Сам герцог й надалі виступав за ліберальну, парламентську та пробританську монархію й інтегрування соціал-демократії в державну політику. Це зрештою призвело його до розриву з імператором Вільгельмом II у 1889 році. Хоча згодом лібералізм в країні й набув консервативного характеру, Георг продовжував залишатися супротивником антисемітизму та аграризму, виступав проти будь-яких ортодоксально-догматичних вчень, вважаючи їх затримкою на шляху розвитку людства. Найбільш небезпечним ворогом прогресу вважав Товариство Ісуса.

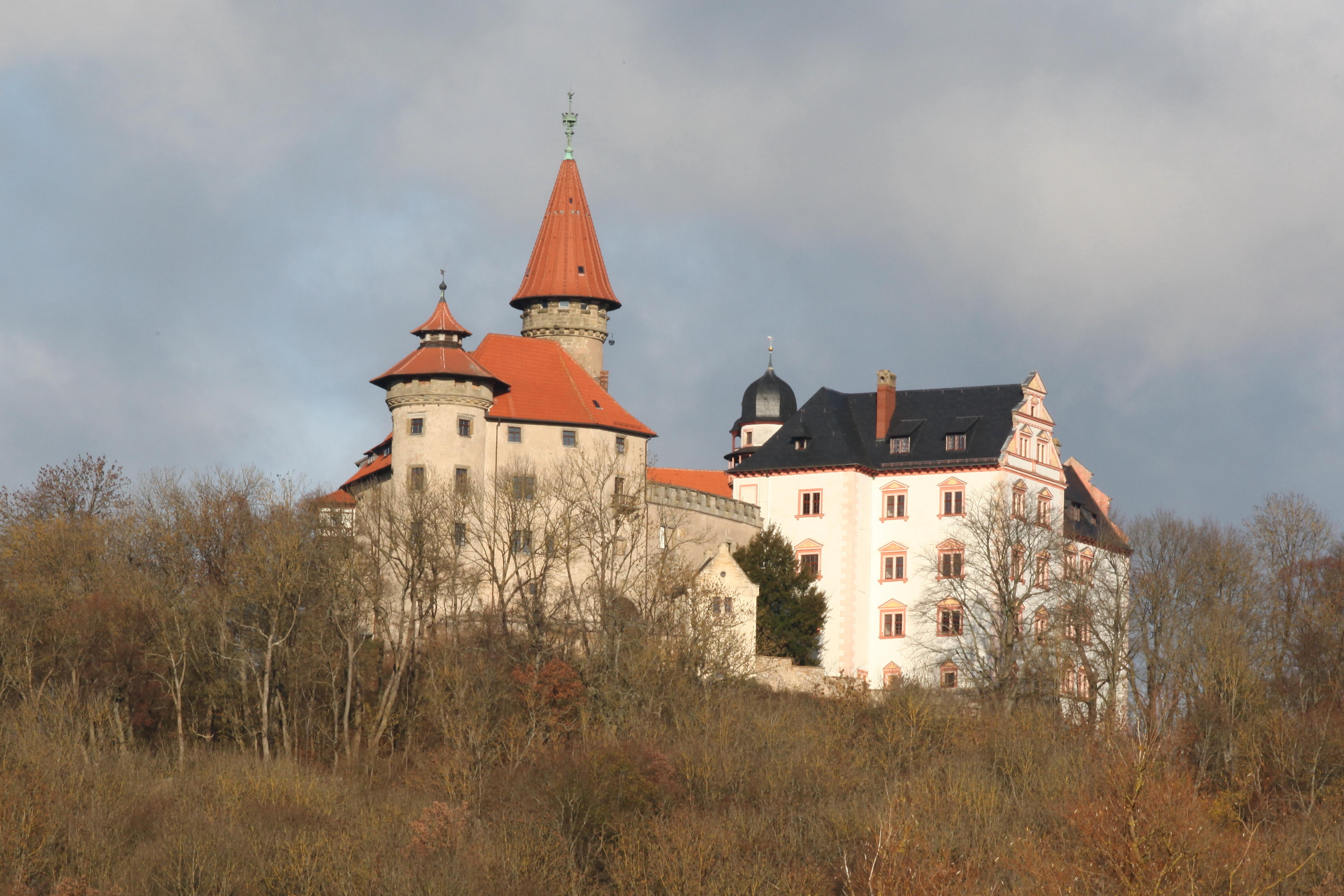
Весте Хельдбург

Найбільш відомою стала його діяльність у культурній сфері загалом та справах театру зокрема. Після франко-прусської війни герцог більшу частину своєї діяльності присвятив театру, чим навіть заслужив прізвисько Театральний герцог. Він реформував театр згідно принципів, що в майбутньому отримали назву принципів Майнінгерців, спрямованих на підвищення якості мистецтва. Георг сам став головою придворного театру Майнінгена. Художнім керівником певний час був Людвіг Кронек. На сцені вони намагалися відтворити майже повну ілюзію реальності. Співпрацювали з режисером Ернстом фон Поссартом, поетом Карлом Вердером, акторами-ветеранами Карлом Деврієнтом та Людвігом Дессуаром. Георг, використовуючи свої знання з історії мистецтв, сам розробив історично вірні та детальні декорації та костюми для акторів. Від 1874 до 1890 придворний театр під назвою Майнінгенський ансамбль здійснив 81 гастрольний тур та дав більше 2500 вистав у різних містах Європи. За своїм довгостроковим ефектом він дав розвитку європейському театру новий напрям і був відображений насамперед у російській та радянській драматургії ідеями Костянтина Станіславського. Сам Георг вважається першим в світі сучасним режисером театру.

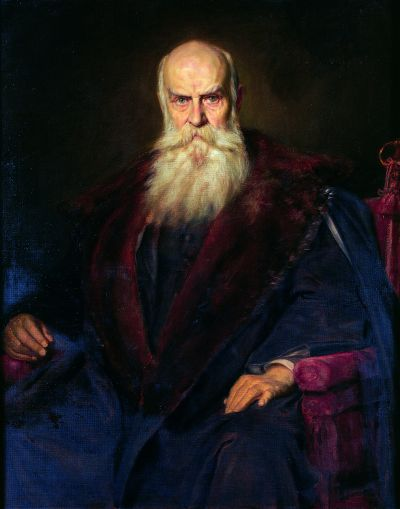
Портрет Георга пензля його сина Ернста, 1903, Майнінгенський музей

Від 1880 року почався найуспішнішніший час в історії Майнінгенського придворного оркестру, коли на посаді капельмайстра Адольфа Еміля Бюхнера змінив Ганс фон Бюлов. Новий керівник винайняв додаткових музикантів та ввів суворе відвідання репетицій, чим вивів оркестр на рівень одного з найкращих у Німеччині. Також впровадив низку реформаторських ідей, у тому числі введення п'ятиструнних контрабасів та педальних літавр. Сам герцог товаришував з відомими композиторами свого часу, такими як Йоганнес Брамс та Ріхард Вагнер.
У 1888—89 роках він реконструював замок Альтенштайн у стилі пізнього англійського відродження з фасадами у стилі неоренесансу. Протягом наступних десяти років велися зміни у прилеглому парку. У 1894—95 роках замок за запрошенням герцогського подружжя кілька разів навідував Брамс. Раніше композитор запрошувався також на віллу Карлотта. Візит кайзера до Альтенштайну був відмінений через його нелюбов до дружини герцога.
В останні роки життя Георг страждав від глухоти, через що залишив активне життя. Полюблял мандри та полювання, колекціонував антикваріат та рукописи.
Помер у віці 88 років на курорті Бад-Вільдунген 25 червня 1914 року. Був похований 28 червня на парковому цвинтарі Майнінгена.

## Родина
Дружина — Шарлотта Прусська (1831—1855)
Діти:
- Бернхард (1851—1928) — останній герцог Саксен-Майнінгену у 1914—1918 роках, був одружений із Шарлоттою Прусською, мали єдину доньку;
- Георг Альбрехт (1852—1855) — пішов з життя в дитячому віці за два місяці до смерті матері;
- Марія Єлизавета (1853—1923) — відома піаністка, одружена не була, дітей не мала.

Дружина — Феодора Гогенлое-Лангенбурзька (1839—1872)
Діти:
- Ернст (1859—1941) — голова дому Саксен-Майнінген у 1928—1941 роках, був морганатично одруженим із Катаріною Єнсен, мав шістьох дітей;
- Фрідріх (1861—1914) — був одруженим із графинею Адельгейдою Ліппе-Бістерфельд, мав шістьох дітей;
- Віктор (14—17 травня 1865) — прожив 3 дні.

## Нагороди

### Прусське королівство
- Орден Чорного орла з ланцюгом
  - орден (25 грудня 1849)
  - ланцюг (1854)
- Орден Червоного орла, великий хрест (25 грудня 1849)
- Королівський орден дому Гогенцоллернів, великий командорський хрест (11 березня 1878)

### Королівство Італія
- Вищий орден Святого Благовіщення (18 квітня 1869)
- Орден Святих Маврикія та Лазаря, великий хрест (18 квітня 1869)
- Орден Корони Італії, великий хрест (18 квітня 1869)

### Інші країни
- Орден дому Саксен-Ернестіне
  - великий хрест (квітень 1844)
  - великий магістр (20 вересня 1866)
- Орден Білого Сокола, великий хрест (Велике герцогство Саксен-Веймар-Айзенаське; 23 вересня 1845)
- Орден Рутової корони (Саксонське королівство; 1845)
- Орден Андрія Первозванного (Російська імперія; 27 вересня 1853)
- Королівський гвельфський орден, великий хрест (Ганноверське королівство; 1858)
- Орден Заслуг герцога Петра-Фрідріха-Людвіга, великий хрест в короною в золоті (Велике герцогство Ольденбурзьке; 14 жовтня 1862)
- Орден Альберта Ведмедя, великий хрест (Ангальтське герцогство; 15 грудня 1865)
- Орден Вюртемберзької корони, великий хрест (1866)
- Королівський угорський орден Святого Стефана, великий хрест (Австро-Угорщина; 1870)
- Орден Святого Губерта (Баварське королівство; 1888)
- Орден Серафимів (Швеція; 6 липня 1913)

## Вшанування
На честь герцога названі:
- Міст Георга в Майнінгені через річку Верра, відкритий у грудні 1899 року;
- Геріатрична клініка в Майнінгені, відкрита у 1832 році як муніципальна лікарня;
- Гімназія у Гільдбурггаузені, заснована у 1812 році та перейменована на честь Георга у вересні 1877 року.